# 非想非非想天
非想非非想天，也称作非想非非想处、非想非非想处天、有顶天（羅馬化：Bhava-agra，所谓三有之世界的顶端），三界之中无色界的最高处，亦是三界的最高处。

## 概论
此处天人的心所已經十分细微，以至於不會有「想」的行为，所以叫「非想」；但因不是完全消除了「想」的概念，而是還留下了「想」的残余，故補充說明為「非非想」，也因此並非佛教的真正涅槃。因此而得名。非非想的意思就是並不是非想。
此天为世界的顶端，是世间修道者可以到达的最高境界，天人寿长八万四千劫。虽然修到非想的境界，但因仍然有「想」的种子，所以可能在长远劫後沉渣泛起，重新出定。而因为定深而无我执，故也不会有「行」。所以最终从定中出来时，同分妄见与别业妄见重新边计执为我，而落入凡夫境界。正因如此，悉达多太子發現世间禅定不是最终的解脱法，祂最终入「内观」定得以成就佛果。

## 往生
要往生此处天，须在证得「非想非非想处」禅定境界且在寿终前不丧失。

## 民俗文化
- 汉语成语「想入非非」源於此，意为思维进入玄妙境界。後來幾乎演變為不切实际地胡思乱想，尤其是涉及思想色情。

- 在日语中，「有頂天」可以表示「得意洋洋以至于忘乎所以」，如短语「有頂天に登りつめる」，字面意思是登上有顶天，实际意义即到了忘乎所以的程度。